# Раєвський Володимир Миколайович
Володимир Миколайович Раєвський (2 лютого 1939, місто Антрацит, тепер Луганської області) — радянський і російський діяч, дипломат, секретар Ворошиловградського обкому КПУ.

## Біографія
У 1972 році закінчив відділення журналістики Ростовського державного університету. Член КПРС.
З 1978 до 3 листопада 1980 року — завідувач відділу пропаганди і агітації Ворошиловградського обласного комітету КПУ.
3 листопада 1980 — 1984 року — секретар Ворошиловградського обласного комітету КПУ з питань ідеології.
У 1984 році закінчив заочно  Академію суспільних наук при ЦК КПРС.
У 1984—1986 роках — слухач Дипломатичної академії Міністерства закордонних справ СРСР.
17 вересня 1986 — 18 жовтня 1991 року — Надзвичайний і Повноважний Посол СРСР в Гвінеї.
У 1992—1995 роках — головний радник із зовнішньоекономічних питань Міністерства закордонних справ Російської Федерації.
26 червня 1995 — 17 грудня 1999 року — Надзвичайний і Повноважний Посол Російської Федерації в Анголі і за сумісництвом в Сан-Томе і Принсіпі.
З 1999 року — головний координатор із проєктів акціонерної компанії АЛРОСА в Африці — начальник управління. З 2003 року — президент Російсько-Африканської ділової ради (РАДР).

## Нагороди
- орден Дружби (Російська Федерація) (4.04.1998)
- медалі
- Надзвичайний і Повноважний Посол (10.08.1990)